# Distrikt Ayaví
Der Distrikt Ayaví liegt in der Provinz Huaytará in der Region Huancavelica in Südzentral-Peru. Der Distrikt wurde am 22. Januar 1941 gegründet. Er besitzt eine Fläche von 180 km². Beim Zensus 2017 wurden 805 Einwohner gezählt. Im Jahr 1993 lag die Einwohnerzahl bei 1236, im Jahr 2007 bei 817. Sitz der Distriktverwaltung ist die 3758 m hoch gelegene Ortschaft Ayaví mit 301 Einwohnern (Stand 2017). Ayaví liegt 11 km südlich der Provinzhauptstadt Huaytará.

## Geographische Lage
Der Distrikt Ayaví liegt in der peruanischen Westkordillere im Westen der Provinz Huaytará. Die Flüsse Río Tambo und Río Ica fließen entlang der südlichen Distriktgrenze nach Westen.
Der Distrikt Ayaví grenzt im Westen und im Norden an den Distrikt Huaytará, im Nordosten an den Distrikt Tambo, im Südosten an den Distrikt Santo Domingo de Capillas sowie im Süden an den Distrikt Santiago de Chocorvos.